# Lothar Becker
Lothar Becker (* 5. September 1959 in Karl-Marx-Stadt) ist ein deutscher Schriftsteller, Musiker und Komponist.

## Leben und Werk
Becker studierte Sozialpädagogik und arbeitet im soziokulturellen Bereich der Offenen Jugendarbeit. Seit Anfang der 1990er Jahre veröffentlicht er Gedichte und Erzählungen in Anthologien und Zeitschriften, zudem komponierte er Musicals, die in verschiedenen Verlagen (Sikorski, Brotmann und Töchter, Cantus-Verlag) veröffentlicht wurden. Becker lebt in Limbach-Oberfrohna.

## Preise und Auszeichnungen
- 2006: Finalist des MDR-Literaturwettbewerbes
- 2007: 1. Platz des von Sikorski und Lugert bundesweit ausgeschriebenen  Musicalwettbewerbes für Elecs Geheimnis.

## Veröffentlichungen
- Polaroid Sommer. Gedichte. Zeidler-Verlag, Plauen 2001, ISBN 3-00-011408-4.
- Penthouse Schiwago. Kurzgeschichten. Zeidler-Verlag, Plauen 2004, ISBN 3-937874-01-1.
- Busstop Memories. Musical. Brotmann und Töchter, BMG/Ufa 2003.
- Sein Name war Klang und Rauch. Roman. Claus-Verlag, Chemnitz 2005, ISBN 3-935842-27-9.
- Fischwinters Gebrechen. Finalist des MDR-Literaturwettbewerbes 2006. In: Michael Hametner (Hrsg.): Eisfischen. Mitteldeutscher Verlag, Halle 2007, ISBN 978-3-89812-447-8.
- Elecs Geheimnis.  Ein Musical für die Sekundarstufe. Lehrerheft mit CD. Sikorski und Lugert–Verlag, Hamburg 2008, ISBN 978-3-935196-99-4.
- Schellackouvertüren. Kurzgeschichten. Claus-Verlag, Chemnitz 2010, ISBN 978-3-935842-25-9.
- Paranoia Avenue. Musical. Cantus-Verlag, 2011.
- Plastik Opera. Musical. Cantus-Verlag, Eschach 2015.
- Bubble Gum 69. Roman. Eulenspiegel Verlagsgruppe, 2016, ISBN 978-3-359-01715-8.
- Was für Spinner! Anthologie. Eichenspinner Verlag, Chemnitz, ISBN 978-3-939927-13-6.
- Als Großvater im Jahr 1927 mit einer Bombe in den Dorfbach sprang, um die Weltrevolution in Gang zu setzen. Roman. Carpathia Verlag, Berlin, ISBN 978-3-943709-85-8
- The Love Experience. Musical. Cantus-Verlag, Eschach 2020

| Personendaten    | Personendaten                                   |
| ---------------- | ----------------------------------------------- |
| NAME             | Becker, Lothar                                  |
| KURZBESCHREIBUNG | deutscher Schriftsteller, Musiker und Komponist |
| GEBURTSDATUM     | 5. September 1959                               |
| GEBURTSORT       | Karl-Marx-Stadt                                 |